# ダルマヒサゴホラダマシ
ダルマヒサゴホラダマシ（達磨瓢法螺騙し）、学名 Sinetectula carduus は、ベッコウバイ科に分類される海産の巻貝の一種。殻長10-18mm内外で肉食性。インド太平洋の熱帯域の珊瑚礁などに生息する。
属名の Sinetectula はラテン語の「sine（～無しの）」＋「tēctum（屋根）」＋「-ulus（指小辞）」で、「宿無しっ子」の意。この属に分類される種の多くが、記載以来の百数十年間、様々な属に”取り敢えず”分類されてきた仮寓の歴史があり、その状態を宿無しに例えたもの。2021年に”宿無しっ子属”Sinetectula Fraussen & Vermeij, 2021 ヒサゴホラダマシ属が創設されたことで、逆説的に宿無し状態を脱することになった。種小名はラテン語の「carduus」（アザミ）で、殻の彫刻に由来する。和名はヒサゴホラダマシに似て丸く膨らむ殻型をだるまに例えたもの。
別名シロナサバイ（白 Nassa 蛽）。

## 分布
- 日本（奄美大島以南）[4]、ハワイ、マーシャル諸島、東アフリカに及ぶインド熱帯西太平洋[2]。

## 形態
大きさと形
成貝は殻高（殻長）10-18mm前後。寸詰まりの紡錘形。殻口面から見て大層は殻高の約2/3を占める。ごく短い水管溝がある。
原殻
原殻は2層-2.5層で最終部には縫合直上に1本の小さいキールがある。
彫刻
殻は厚質で粗い螺肋と縦肋とがあり、これらの交点は顆粒状の突起となる。上層部の縦肋はある程度規則的だが体層では不規則になる。
殻口
成貝の殻口外側は手前で一旦縦張肋状に強く膨らんだ後、再び殻口に向かって窄まる。殻口内は白色で顆粒や歯状襞が多い。外唇縁は狭い幅で反転して薄いリップ状となり、辺縁に褐色小点が並ぶ。外唇内側には6個ほどの歯状襞がある。内唇上部にも1個の歯状小瘤があり、外唇側の歯状襞の最上の1個と向かい合って両者の間に弱い肛溝を作る。内唇滑層には粗い皺状の顆粒があり、軸唇下部には約3個の歯状襞がある。殻口下端（前端）は狭まりながらごく短い水管溝に移行する。
殻色
地色は淡黄褐色で、縫合下、周縁下、水管溝周りの3域は帯状にやや色が濃くなり、そのあたりを中心に不規則な褐色斑が所々に出る。褐色斑の濃さや出方には変異がある。
軟体
乳白色の地色に淡い褐色の不規則細斑があり、小さな白色斑もまばらにある。触角にも同様の細斑があり、触角の基部3/1付近の外側に黒い眼がある（クェゼリン環礁の個体）。
蓋
蓋は角質で比較的薄く、半透明の灰黄色、楕円形。殻口に比べやや小さい。

## 生態
サンゴ礁の潮間帯から潮下帯（水深3m-35m）に生息する。

## 分類

### 原記載
- 原記載名：Triton carduus Reeve, 1844[1]
- 原記載文献：Conchogia Iconica vol. 2 Monograph of the genus Triton, pl. 19, fig. 95, 記載文.
- タイプ産地：「ー ?」（産地不明）。
- タイプ標本：ホロタイプ（ロンドン自然史博物館所蔵 / 登録番号：1967649 ）。Cernohorsky（1980）[6]が白黒写真を図示しており（p. 139, fig. 8) 、大きさは 14.4 x 8.8 mmとしている。

異名
- Triton carduus Reeve, 1844 -- 原記載時の学名
- Triton elegans W. Thompson, 1845 -- Triton (Pusio) elegans Gray in Griffith & Pidgeon, 1833の新参同名のため無効
- Buccinum (Pollia) farinosum Gould, 1850[8]
- Cantharus farinosus (Gould, 1850)
- Engina farinosa (Gould, 1850)
- Sinetectula farinosa (Gould, 1850)
- Hindsia angicostata Pease, 1860

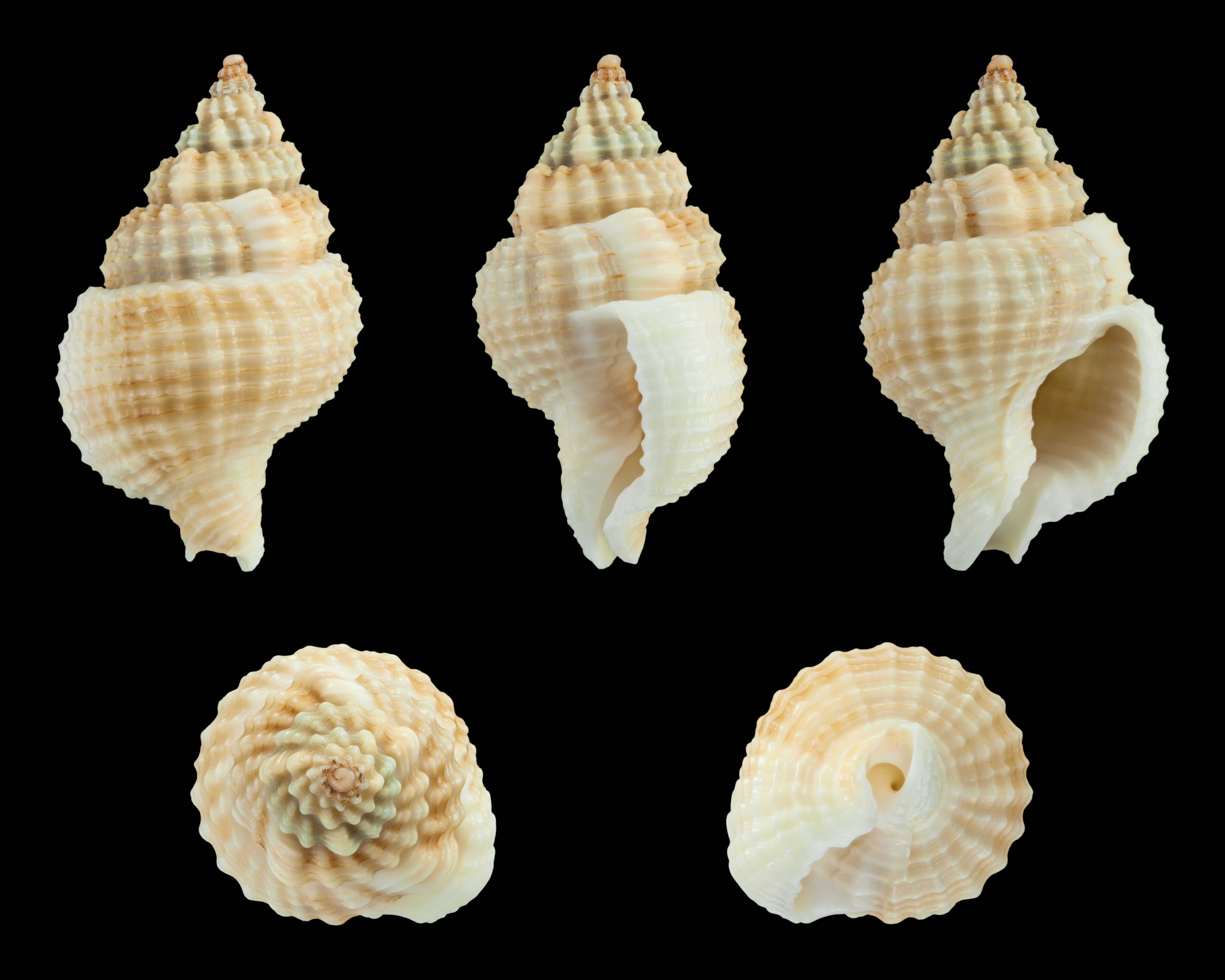
（オリイレヨフバイ科）

本種の学名は、長期間にわたり複数の著者らによって別科オリイレヨフバイ科のアラレバイ類の1種 Nassaria pusilla (Röding, 1798)や、その異名とされる Buccinum niveum Gmelin, 1791 や Tritonium niveum L. Pfeiffer, 1843と混同され、これらの種小名が色々な属名との組み合わせで誤用されてきた（Hindsia nivea など）。しかし、Dekker（2023）は、過去に Cernohorsky (1980）によって図示された Triton carduus Reeve, 1844 のホロタイプがダルマヒサゴホラダマシの特徴と一致するとし、2021年に記載されたヒサゴホラダマシ属 Sinetectula と組み合わせて、 Sinetectula carduus (Reeve, 1844) が本種の有効な学名であるとした。
従来の学名の誤用は、その原記載や図の不正確さなどに起因するが、ともかく本種への学名の誤用の歴史は長く、20世紀のみならず21世紀初頭まで続いた。例えば1963年出版の鹿間時夫・堀越増興の『世界の貝』（p. 83, pl. 65, fig. 15）には、本種が「Pisania (Prodtia) nivea (Gmelin) ダルマヒサゴホラダマシ」として図示されている。また、世界的な貝類研究者である Abbott & Dance によって1983年に出版された世界の海産貝類図鑑『Compendium of Seashells』では、本種が「White Phos Nassaria pusilla (Röding, 1798)」の名で掲載されている（同書 p. 167 下段左端）。更に1985年に波部忠重・奥谷喬司によって出版された同書の日本語翻訳版『世界海産貝類大図鑑』では、原書の学名を引き継ぎつつ、翻訳に当たって新和名も付けられ「シロナサバイ Nassaria pusilla (Röding, 1798)」（p.171, 下段左端）として掲載された。したがって「シロナサバイ」はダルマヒサゴホラダマシの別名となる。
21世紀では、例えば2017年に出版された日本の代表的な海産貝類図鑑『日本近海産貝類図鑑 第二版』に本種が掲載されており、図版（pl.218, fig.1）の学名は「N. nivea」 、解説（p. 929）での学名は「Nassaria pusilla」となっていて一致しないが、上述のとおりこれらの学名はどちらも別科オリイレヨフバイ科のアラレバイ類の特定の1種を指すとされるものである。加えて2021年にこの種群を再検討し、新にヒサゴホラダマシ属 Sinetectula を創設した Fraussen & Vermeij  も本種の学名を Sinetectula farinosa (Gould, 1850) としているが、彼らも Cernohorsky (1980) による Triton carduus Reeve, 1844 のホロタイプの図示を見落としていたという。
なお上記の異名リストには上げられてはいないが、本来アラレバイ類の1種を指す Nassaria pusilla や  Nassaria nivea などの学名も、実際にダルマヒサゴホラダマシの学名として用いらているという点では、「Abbott & Dance（1983）が言うところの」、あるい「奥谷（2017）が言うところの」などの条件付きで本種の異名と言える。

### 類似種
- ヒサゴホラダマシ Sinetectula egregia (Reeve, 1844)

ヒサゴホラダマシ属 Sinetectula のタイプ種。ダルマヒサゴホラダマシに色彩や彫刻が似るが、色はより濃いことが多く、螺塔が高くてより細長い。原殻は1層のみでダルマヒサゴホラダマシの2層-2.5層より少なく、キールも無い。軟体には淡褐色と白色の細斑のほかに黒色細斑も加わる。日本（紀伊半島以南）、フレンチポリネシア、オーストラリア、東アフリカまでのインド西太平洋の広い範囲に分布する。